# التلوث في الصين

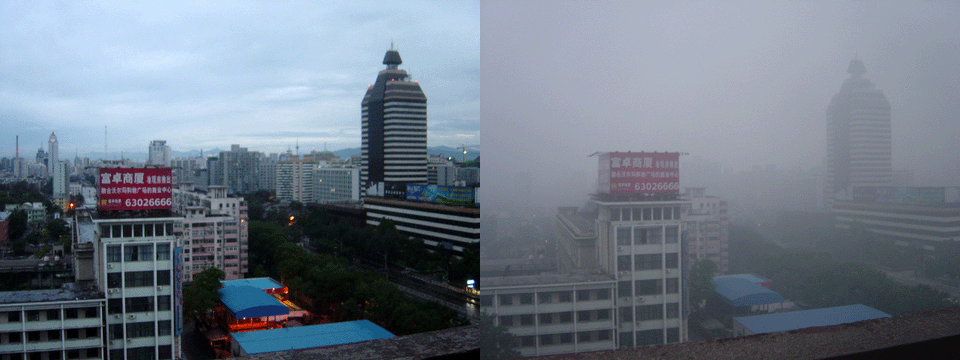

التلوث في الصين، هو أحد جوانب الموضوع الأوسع للقضايا البيئية في الصين. ازدادت أشكال التلوث المختلفة مع تحول الصين إلى بلد صناعي، ما تسبب في مشاكل صحية بيئية واسعة النطاق.

## إحصائيات التلوث

### تلوث التربة
أدى النمو الهائل لجمهورية الصين الشعبية منذ ثمانينيات القرن العشرين إلى زيادة تلوث التربة. تعتقد إدارة حماية البيئة الحكومية أنها تشكل تهديدًا للبيئة وسلامة الأغذية والزراعة المستدامة. لُوّث 38,610 ميلاً مربعاً (100,000 كيلومترًا مربعًا) من الأراضي المزروعة في الصين، مع استخدام المياه الملوثة لري 31.5 مليون ميلًا إضافيًا (21,670 كيلومترًا مربعًا)، وغُطيت مليوني ميل آخرين (1,300 كيلومترًا مربعًا) من الأراضي أو أُتلفت بواسطة النفايات الصلبة. تمثل المنطقة المتضررة عِشِر مساحة الأراضي القابلة للزراعة في الصين. يُلوث ما يقدر بنحو 6 ملايين طنًا من الحبوب الغذائية بالمعادن الثقيلة كل عام، ما يتسبب في خسائر مباشرة قدرها 29 مليار يوانًا (2.57 مليار دولارًا أمريكيًا). تمتلك المعادن الثقيلة (بما في ذلك الزئبق والرصاص والكادميوم والنحاس والنيكل والكروم والزنك) الموجودة في التربة الملوثة، آثارًا صحية ضارة على عمليات الأيض البشرية. يمكن لكل من الابتلاع، والتلامس من خلال الجلد، والنظام الغذائي من خلال سلسلة التربة والأغذية، والتناول عبر الجهاز التنفسي، والتناول عن طريق الفم، أن يسبب إيصال المواد السامة إلى البشر.

### المخلفات
تُعزى الجهود غير الكافية لتطوير أنظمة إعادة التدوير الفعالة مع زيادة إنتاج النفايات في الصين إلى نقص الوعي البيئي. بلغ إنتاج النفايات في الصين 300 مليون طنًا (229.4 كيلو غرامًا / فرد / سنة) في عام 2012.
دخل الحظر حيز التنفيذ في 15 يونيو عام 2008، ومنع جميع محلات السوبر ماركت والمتاجر والدكاكين في جميع أنحاء الصين من إعطاء أكياس بلاستيكية مجانية، وبالتالي شجع الناس على استخدام أكياس القماش. يجب أن تحدد المتاجر سعر أكياس التسوق البلاستيكية بوضوح، وأن يُمنع من إضافة هذا السعر إلى سعر بيع المنتجات. يُحظر أيضًا إنتاج وبيع واستخدام الأكياس البلاستيكية الرقيقة جدًا - التي يقل سماكتها عن 0.025 ميلي مترًا (0.00098 بوصةً). طالب مجلس الدولة «بالعودة إلى أكياس القماش وسلال التسوق». ومع ذلك، لا يؤثر هذا الحظر على الاستخدام الواسع لأكياس التسوق الورقية في متاجر الملابس أو استخدام الأكياس البلاستيكية في المطاعم لتناول الطعام الجاهز في الخارج. توصل استقصاء أجرته الجمعية الدولية لتغليف المواد الغذائية إلى أنه في العام التالي لتطبيق الحظر، وجد عدد أقل من الأكياس البلاستيكية المُلقاة في القمامة بنسبة 10 %.

#### المخلفات الإلكترونية
أنتجت الصين 2.3 مليون طنًا من النفايات الإلكترونية في عام 2011. من المتوقع أن تزداد الكمية السنوية المنتجة مع نمو الاقتصاد الصيني. تُستورد كميات كبيرة من النفايات الإلكترونية من الدول الأخرى، بالإضافة إلى إنتاج النفايات المنزلية. جرى مؤخراً سن تشريع يحظر استيراد النفايات الإلكترونية ويتطلب التخلص السليم من النفايات المنزلية، ولكنها انتُقدت على أنها غير كافية وقابلة للتحايل. حصلت بعض النجاحات المحلية، كمدينة تيانجين مثلًا، حيث جرى التخلص من 38,000 طنًا من النفايات الإلكترونية بشكل صحيح في عام 2010، ولكن ما يزال يجري التعامل مع الكثير من النفايات الإلكترونية بشكل غير صحيح.

### التلوث الصناعي
أصدر البنك الدولي في عام 1997 تقريرًا يستهدف سياسة الصين تجاه التلوث الصناعي. وذكر التقرير أن «مئات الآلاف من حالات الوفاة المبكرة وحالات أمراض الجهاز التنفسي الخطيرة نتجت عن التعرض للهواء الصناعي المُلوث. أصبحت العديد من الممرات المائية في الصين غير مناسبة إلى حد كبير للاستخدام البشري المباشر، بسبب حدوث تلوث صناعي بشكل خطير». ومع ذلك، أقر التقرير بأن التنظيمات البيئية والإصلاحات الصناعية كان لها بعض التأثير. وقد تقرر أنه من المرجح أن يكون للإصلاحات البيئية المستمرة تأثير كبير على الحد من التلوث الصناعي.
ذكرت صحيفة نيويورك تايمز في مقال نشرته عام 2007 يدور حول مشكلة التلوث في الصين، إن «التدهور البيئي الآن شديد للغاية، مع مثل هذه التداعيات المحلية والدولية الصارخة، لدرجة أن التلوث لا يشكل عبئًا كبيرًا على المدى الطويل على الشعب الصيني فحسب، بل وتحديًا سياسيًا للحزب الشيوعي الحاكم». تضمنت النقاط الرئيسية للمقالة ما يلي:
1. وفقا لوزارة الصحة الصينية، جعل التلوث الصناعي السرطان السبب الرئيسي للوفاة في الصين.
2. قتل تلوث الهواء المحيط وحده مئات الآلاف من المواطنين في كل عام.
3. حُرم 500 مليون شخص في الصين من مياه شرب نظيفة وآمنة.
4. يتنفس 1% فقط من سكان المدن البالغ عددهم 560 مليون نسمةً الهواء الذي يعتبره الاتحاد الأوروبي آمناً، لأن جميع مدنه الرئيسية مغطاة باستمرار «بكفن رمادي سام». كانت بكين «تبحث بشكل محموم عن صيغة سحرية، وهي آلة الأرصاد الجوية، لتطهير سماء أولمبياد 2008»، وذلك قبل وأثناء الألعاب الأولمبية الصيفية لعام 2008.[14]
5. يستمر التسمم بالرصاص أو الأنواع الأخرى من التلوث المحلي في قتل العديد من الأطفال.
6. يعيش جزء كبير من المحيط بدون حياة بحرية، وذلك بسبب أزهار الطحالب الضخمة الناجمة عن ارتفاع نسبة المغذيات في الماء.
7. انتشر التلوث دوليًا: يسقط ثاني أكسيد الكبريت وأكاسيد النيتروجين مع سقوط الأمطار الحمضية في سيول وكوريا الجنوبية وطوكيو؛ ووفقًا لمجلة الأبحاث الجيوفيزيائية، يصل التلوث إلى لوس أنجلوس في الولايات المتحدة أيضًا.
8. أعدت الأكاديمية الصينية للتخطيط البيئي في عام 2003 تقريرًا داخليًا لم يُنشر، يقدر أن 300,000 شخصًا يموتون كل عام من تلوث الهواء المحيط، ومعظمهم من أمراض القلب الوعائية وسرطانات الرئة.
9. أصدر خبراء البيئة الصينيون في عام 2005 تقريرًا آخر، يقدر أن الوفيات السنوية السابقة لأوانها التي تُعزى إلى تلوث الهواء في الهواء الطلق من المرجح أن تصل إلى 380,000 في عام 2010 و550,000 في عام 2020.
10. وجد تقرير للبنك الدولي أُجري في عام 2007 مع وكالة البيئة الوطنية الصينية أن «[...] تلوث الهواء الخارجي يسبب بالفعل من 350,000 وحتى 400,000 حالة وفاة مبكرة سنويًا. ساهم التلوث الداخلي في وفاة نحو 300,000 شخصًا إضافيًا، بينما توفي 60,000 آخرون بسبب الإسهال، وسرطان المثانة والمعدة والأمراض الأخرى التي يمكن أن تسببها التلوث الناجم عن المياه». وقال مسؤولو البنك الدولي إن «وكالة البيئة الصينية أصرت على إزالة الإحصاءات الصحية من النسخة المنشورة من التقرير، مشيرين إلى التأثير المحتمل على ]الاستقرار الاجتماعي».

ذكرت مسودة تقرير مشترك للبنك الدولي ومنظمة المدفوعات الأوروبية الموحدة لعام 2007، إن ما يصل إلى 760,000 شخصًا يموتون قبل أوانهم كل عام في الصين بسبب تلوث الهواء والمياه. تسبب ارتفاع مستويات تلوث الهواء في المدن الصينية في حدوث حالات وفاة مبكرة تتراوح بين 350,000 و400,000. توفي 300,000 آخرين بسبب الهواء الداخلي منخفض الجودة. تسببت المياه منخفضة الجودة بـ 60,000 حالة وفاة مبكرة سنويًا. طالب المسؤولون الصينيون بعدم نشر بعض النتائج لتجنب الاضطرابات الاجتماعية.
أدخلت الصين بعض التحسينات في حماية البيئة خلال السنوات الأخيرة. وفقًا للبنك الدولي، «تعد الصين واحدة من الدول القليلة في العالم التي زادت من الغطاء الحرجي بسرعة، إذ إنها تعمل على الحد من تلوث الهواء والماء». 
أعلنت الصين في نوفمبر 2023 وهي أكبر مصدر لانبعاثات غاز الميثان في العالم، أنها ستعزز المراقبة والإبلاغ وشفافية البيانات للحد من هذا النوع من الانبعاثات فائقة القوة من بين غازات الاحتباس الحراري.